# خليل سلطان
خليل سلطان (1384م-1411م) ابن ميران شاه ابن تيمورلنك. كان حاكم العاصمة سمرقند، وأبلى بلاء حسناً في حملة تيمورلنك على الهند 1398م وفي معارك أخرى على حدود تركستان. نادى به الجيش ملكاً بعد وفاة تيمورلنك، على أن حكمه لم يعترف به خارج بلاد ما وراء النهر.